# Берта (Нідерланди)
Беерта (нід. Beerta; нід. вимова: [ˈbeːrtaː]) — село та колишній муніципалітет у провінції Гронінген, на північному сході Нідерландів. Розташованe у муніципалітеті Олдамбт. Село розташоване в регіоні Райдерланд і, за даними ЦБС, має 2205 жителів (2021), з яких близько 400 живуть у розкиданих навколо нього будинках.